# Мойта-Бонита
Мойта-Бонита (порт. Moita Bonita)  —  муниципалитет в Бразилии, входит в штат Сержипи. Составная часть мезорегиона Сельскохозяйственный район штата Сержипи. Входит в экономико-статистический  микрорегион Агрести-ди-Итабаяна. Население составляет 11 886 человек на 2006 год. Занимает площадь 95,7 км². Плотность населения — 124,2 чел./км².

## История
Город основан в 1963 году.

## Статистика
- Валовой внутренний продукт на 2004 составляет 31.427.967,00 реалов (данные: Бразильский институт географии и статистики).
- Валовой внутренний продукт на душу населения на 2004 составляет 2.723,16 реалов (данные: Бразильский институт географии и статистики).
- Индекс развития человеческого потенциала на 2000 составляет 0,662 (данные: Программа развития ООН).